# (489) Comacina
(489) Comacina es un asteroide perteneciente al cinturón de asteroides descubierto el 2 de septiembre de 1902 por Luigi Carnera desde el observatorio de Heidelberg-Königstuhl, Alemania.
Está nombrado por Comacina, una isla del lago Como.